# Arvid Schauw
Arvid Schauw, född i november 1711 i Uddevalla, död 4 januari 1788 i Sankt Ibb, var en svensk ämbetsman och politiker.
Arvid Schauw, som var son till rådmannen Peter Andersson Schauw och Bodela Lidberg, växte upp i Göteborg. Han skrevs in vid Uppsala universitet för juridiska studier i september 1732 och påbörjade 1733 en ämbetsmannakarriär med att bli auskultant vid magistraten i Stockholm och 1735 vid Svea hovrätt. Han arbetade vid det statliga tullarrendebolaget Generaltullarrendesocieteten 1736–1745 och flyttade därefter till Landskrona.
I Landskrona blev han i november 1750 biträdande borgmästare, från 1763 ende borgmästare, och deltog därmed i riksdagar som företrädare för hattpartiet från 1751/52 och fram till 1786. Under frihetstidens sista decennier hade han en framträdande roll inom borgarståndet. Han bedrev framgångsrikt industriell verksamhet och grundade ett lokalt skeppsvarv, ett sockerbruk, ett repslageri och ett salpetersjuderi och arbetade också med bomullsspinning och tobaksodling.
Som riksdagsledamot tillhörde Arvid Schauw hattpartiets ledarskikt, men hävdade borgarskapets intressen och de ofrälses rätt. Vid Gustav III:s statskupp 1772 tillhörde Arvid Schauw dem som närmade sig hovet och han spelade en mindre framträdande roll under de senare riksdagar han deltog i.
Arvid Schauw var ogift men levde i ett konkubinatförhållande med Catharina Morian, hustru till och senare änka efter handelsmannen Johan Christian Tauson. Vid sin död testamenterade han sin egendom till henne och hennes barn, bland andra Erik Gjörloffs hustru.